# Пхеньянський палац школярів
Пхеньянський палац школярів — позакласний освітній заклад у Пхеньяні, столиці КНДР. Будівля відкрита 16 квітня 1967. Здебільшого у ньому займаються учні початкових та середніх шкіл міста. Його іноді плутають із Палацом школярів району Мангенде.
Палац школярів складається з двох будівель: десятиповерхової та п'ятиповерхової. Площа будівлі складає 50 000 м², загальна площа ділянки 110 000 м², висота десятиповерхової будівлі — 48 м. У будівлі розташовані в тому числі театр із залом для глядачів на 1100 місць і спортивний зал, де можуть одночасно займатися до 500 осіб. Загалом у будівлі розташовується близько 500 різних гуртків та секцій.
Палац школярів є одним із найвідоміших громадських будівель північнокорейської столиці — поряд з Художнім театром, Народним палацом навчання, Пхеньянським універмагом №1.
Будівля є об'єктом інтересу для туристів, також, за деякими даними, його відвідують з екскурсіями школярі, які приїжджають до країни, із зарубіжних країн.

## Книгопис
- 브리테니커 대백과사전【1996년 판, 제 28권 재칼-중국】-조선민주주의인민공화국